# Elephantomyia (Elephantomyia) nitidithorax
Elephantomyia (Elephantomyia) nitidithorax is een tweevleugelige uit de familie steltmuggen (Limoniidae). De soort komt voor in het Afrotropisch gebied.